# Deamon qui fecit terram
Deamon qui fecit terram è l'album di debutto del gruppo musicale polacco Hate, pubblicato nel 1996.

## Tracce
1. Animate the Blood – 3:23
2. In Satan We Trust – 2:58
3. Inflict the Pain – 3:05
4. Almost You Are Dead – 2:21
5. Merry Christless – 2:33
6. Heaven Like a Hole – 3:07
7. Lords of Sin – 2:32
8. An Eye for an Eye – 2:36
9. Died in Vain – 2:47
10. Daemon qui fecit terram – 0:55
11. Cadentia – 3:49

## Formazione
- Adam the First Sinner - chitarra, voce
- Mittloff - batteria
- Daniel - basso, voce
- Ralph - chitarra solista